# Jack Harkness (football)
Ne doit pas être confondu avec Jack Harkness.
Pour les articles homonymes, voir Harkness.
John Diamond Harkness, couramment appelé Jack Harkness est un footballeur international écossais, né le 27 septembre 1907, à Govanhill (en), Glasgow et décédé le 6 octobre 1985 . Évoluant au poste de gardien de but, il est particulièrement connu pour ses saisons à Hearts.
Il compte 12 sélections en équipe d'Écosse, faisant notamment partie des Wembley Wizards.

## Biographie

### Carrière en club
Natif de Govanhill (en), Glasgow, il s'engage pour le club local de Queens Park en 1925, où il reste trois années, en tant qu'amateur, par choix correspondant à l'idéal du sport amateur. Mais en mai 1928, il cède aux sirènes du professionnalisme, en s'engageant pour Heart of Midlothian, qui lui offre un pont d'or, faisant en effet de lui leur joueur le mieux payé de l'effectif.
L'équipe de Hearts de cette époque était généralement considérée comme très talentueuse mais irrégulière, comme lors de la saison 1932-33, où ils battent toutes les équipes du haut classement mais laissent filer des points lors de matches plus accessibles face à des équipes moins bien classées et où ils terminent finalement à la troisième place.
Il est impliqué dans un fait de jeu étonnant qui lui vaut le respect des supporteurs du Celtic. Lors d'un match entre ces deux équipes, il pousse Jimmy McGrory, l'attaquant du Celtic alors que celui-ci vient de sauter en reculant pour essayer de placer une tête sur un centre. Alors que dans un premier temps, les supporteurs le huent et réclament un penalty, Jimmy McGrory explique par la suite qu'en sautant, il allait percuter le poteau du but et qu'Harkness avait empêché qu'il s'y blesse dangereusement.
Au cours de la saison 1936-37, il est progressivement remplacé par Willie Waugh (en) comme gardien titulaire et décide de mettre un terme à sa carrière à la fin de la saison, à l'âge relativement jeune de 29 ans. Il se reconvertit alors dans le journalisme sportif et se voit engagé par le Sunday Post (en). Il est décoré de l'Ordre de l'Empire britannique en 1971.

### Carrière internationale
Jack Harkness reçoit 12 sélections en faveur de l'équipe d'Écosse. Il joue son premier match le 26 février 1927, pour une victoire 2-0, au Windsor Park de Belfast, contre l'Irlande en British Home Championship. Il reçoit sa dernière sélection le 4 octobre 1933, pour une défaite 2-3, au Ninian Park de Cardiff, contre le Pays de Galles en British Home Championship. Il garde sa cage inviolée à deux reprises lors de ses 12 sélections, notamment lors de son premier match.
Il participe avec l'Écosse aux British Home Championships de 1927 à 1931 puis celui de 1933. Il est le gardien de but de l'équipe d'Écosse lors de la victoire 5-1 contre l'Angleterre à Wembley le 31 mars 1928, ce qui fait de lui un membre des mythiques Wembley Wizards.

## Palmarès

### Comme joueur
- Queens Park :
  - Vainqueur de la Scottish Amateur Cup (en) en 1928